# Raúl Díaz Arce
Raúl Díaz Arce (* 1. Februar 1970 in San Miguel) ist ein ehemaliger Fußballspieler aus El Salvador. Er war jahrelang der erfolgreichste Torschütze der Nationalmannschaft seines Heimatlandes.

## Vereine
Diaz Arce spielte für den CD Dragón, in der zweiten Liga El Salvadors, von 1988 bis 1991. Dann wechselte er eine Liga zu CD Luis Ángel Firpo und spielte dort von 1991 bis 1996. Insgesamt schoss er 150 Tore in der Zeit, darunter 25 in der Saison 1995/96.
1996 wechselte er in die USA, in die damals neu gegründeten Major League Soccer. Dort spielte er für DC United, New England Revolution, San Jose Clash, Tampa Bay Mutiny und Colorado Rapids. Die meiste Zeit spielte er für DC United.
2002 schloss er sich Charleston Battery an, die in der zweithöchsten Liga spielen. Seine  Karriere beendete er 2004 bei dem ebenfalls in der zweiten Liga spielenden Puerto Rico Islanders FC.
Bei seinem  Karriereende war er einer der erfolgreichsten Torschützen in der Major League Soccer. Insgesamt schoss er 82 Tore während seiner Zeit in der Liga.

## Trainerkarriere
Nach dem Ende seiner Aktivenkarriere wurde Raúl Arce Assistenztrainer der US-amerikanischen U-17-Nationalmannschaft, die er die folgenden fünf Jahre betreute.